# Chalmazel
Chalmazel is een plaats en voormalige gemeente in het Franse departement Loire in de regio Auvergne-Rhône-Alpes en telt 475 inwoners (2004). De plaats maakt deel uit van het arrondissement Montbrison. De gemeente is op 1 januari 2016 samengegaan met Jeansagnière in de commune-nouvelle Chalmazel-Jeansagnière.

## Geografie
De oppervlakte van Chalmazel bedraagt 39,8 km², de bevolkingsdichtheid is 11,9 inwoners per km².
De onderstaande kaart toont de ligging van Chalmazel met de belangrijkste infrastructuur en aangrenzende gemeenten.

## Demografie
Onderstaande figuur toont het verloop van het inwonertal (bron: INSEE-tellingen).

## Skigebied
Bij Chalmazel op de berg Pierre-sur-Haute bevindt zich een skigebied met 16 skipistes van in totaal 12 kilometer lengte en een snowpark. Het gebied wordt bereikt via 1 stoeltjeslift en 7 sleepliften. Het hoogste punt ligt op 1640 meter hoogte.